# 堀川駅 (愛知県)
堀川駅（ほりかわえき）は、かつて愛知県名古屋市中区にあった名古屋鉄道瀬戸線の起点であった駅である。名古屋城外堀の南西隅部、景雲橋小園（けいうんばしこぞの）の北側にあった。

## 歴史
瀬戸線は、もともと瀬戸の陶磁器など貨物輸送をひとつの大きな目的として建設されたため、堀川の船による水運を活用し、瀬戸方面からの出荷や名古屋市街への荷揚げが可能となる、堀川に接するこの位置がターミナル駅とされた。
当駅直近の御園橋東側までは1911年（明治44年）までに開通したものの、残る6鎖（約120 m）は砲車通行路確保のための御園御門の工事と時期が重なり、また、その先3鎖分の名古屋市有地の買収にも手間取ったため、同区間の開業は1915年（大正4年）1月18日までずれ込んだ。この6鎖区間が開通するまでは御園橋東に設置された御園駅がターミナル駅の役目を担っていたとされる。
太平洋戦争後、水運の衰退に伴い、駅は急速に寂れた。また、市電と並行している区間でもあったため、旅客輸送も伸びなかった。末期には特急などが大津町駅で折り返していたため、ターミナル駅でありながら電車は 40分間隔でしか来なかった。
その後、栄町駅まで瀬戸線を乗り入れさせることになり、1976年（昭和51年）に堀川 - 東大手間が廃線となり、堀川駅も廃駅となった。
- 1911年（明治44年）9月 - 土居下駅・御園御門竣工。御園橋付近に御園駅が開業する[2]。
- 1913年（大正2年）11月1日 - 複線化[1]。
- 1915年（大正4年）1月18日 - 御園御門・堀川間が開通し全通、堀川駅が開業する[1]。
- 1921年（大正10年）以前 - 御園駅が廃止される[2]。
- 1973年（昭和48年）9月6日 - 無人化[3]。
- 1976年（昭和51年）2月15日 栄町乗入れ工事着工に伴い廃止。

## 駅構造
駅は相対式ホーム2面2線で、南側ホームと一体化した木造駅舎が最後まで使用されていたが、北側ホームは末期には使用されなくなって線路もはずされ、1面1線となっていた。

### 配線図
| ← 大曽根方面 | 堀川駅 構内配線略図 |  |
| 凡例 出典:   |                     |  |

## 現況
2024年現在、鉄道施設は貨物扱い用のホームの基礎部分らしきもの以外はすべて撤去されており、ここにかつて駅が存在したことを示すものは2018年に名古屋市が設置した看板のみである。
また、この廃駅跡から南へ400 mほどの場所には名古屋市営地下鉄丸の内駅がある。廃駅跡の南側には長久山圓頓寺があり、門前の通り（円頓寺通）は古くから商店街（円頓寺商店街）になっているが廃止後は一時寂れた。

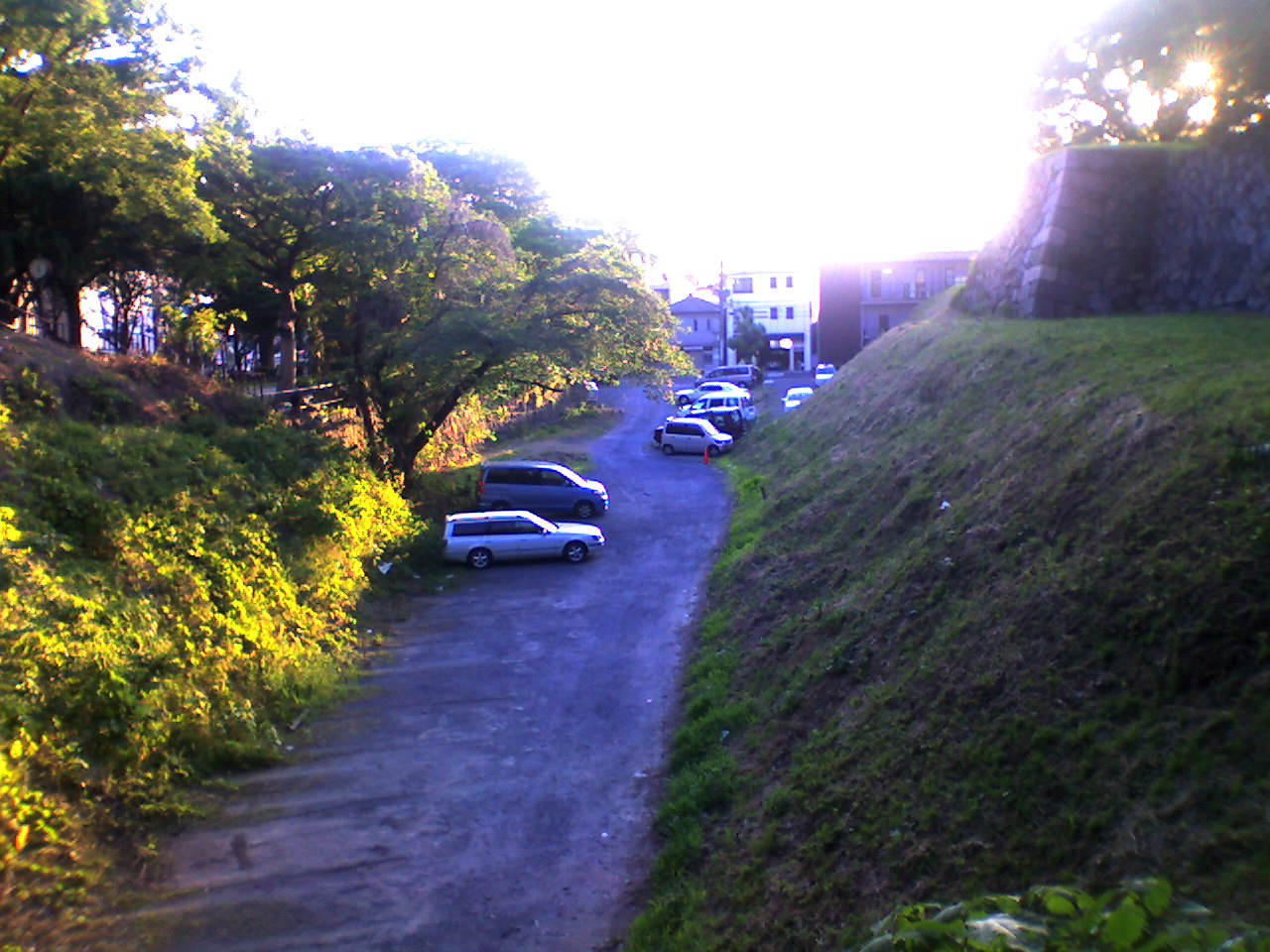
御園橋上より見た堀川駅跡（2007年5月）
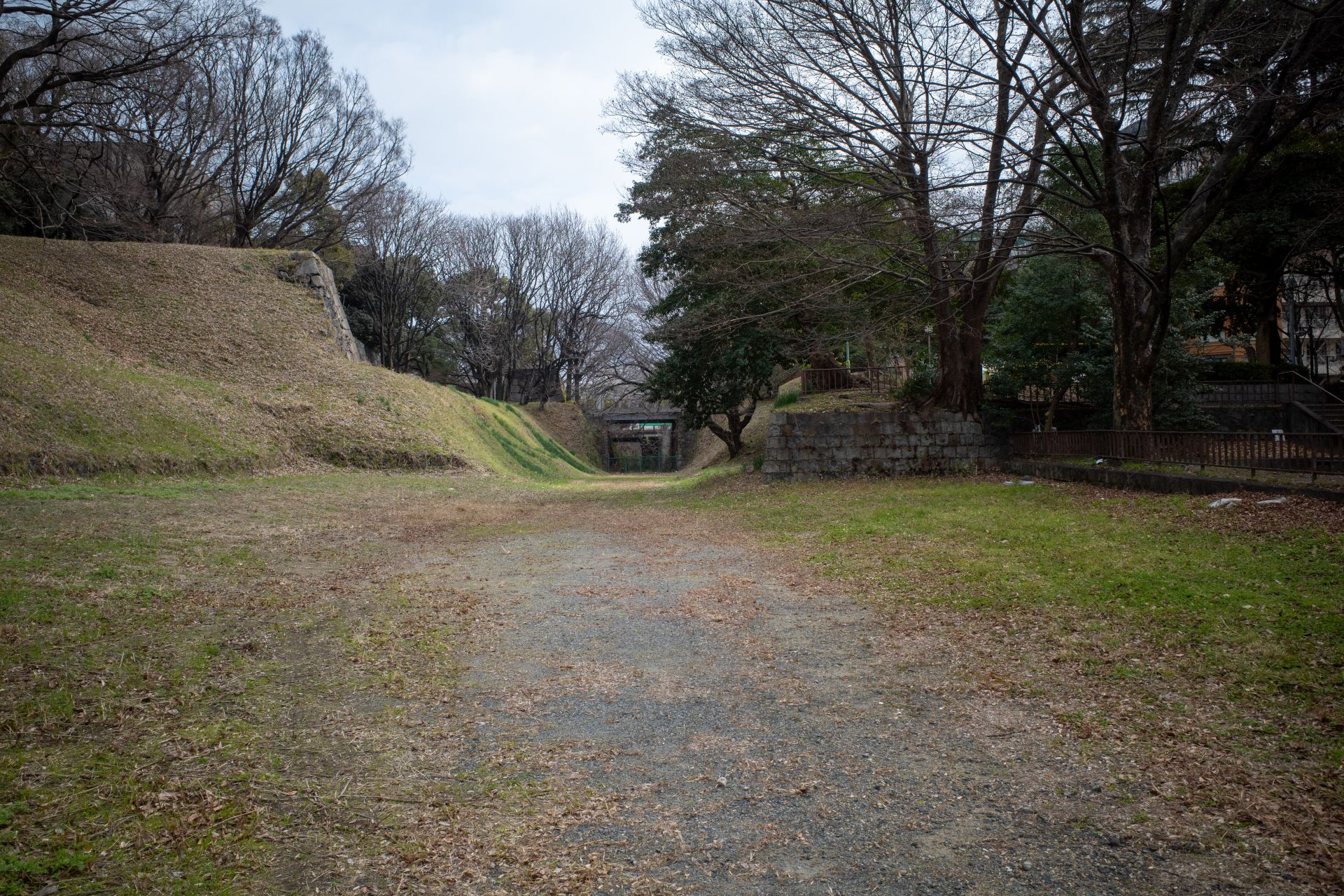
名鉄堀川駅跡の現状（2024年1月）
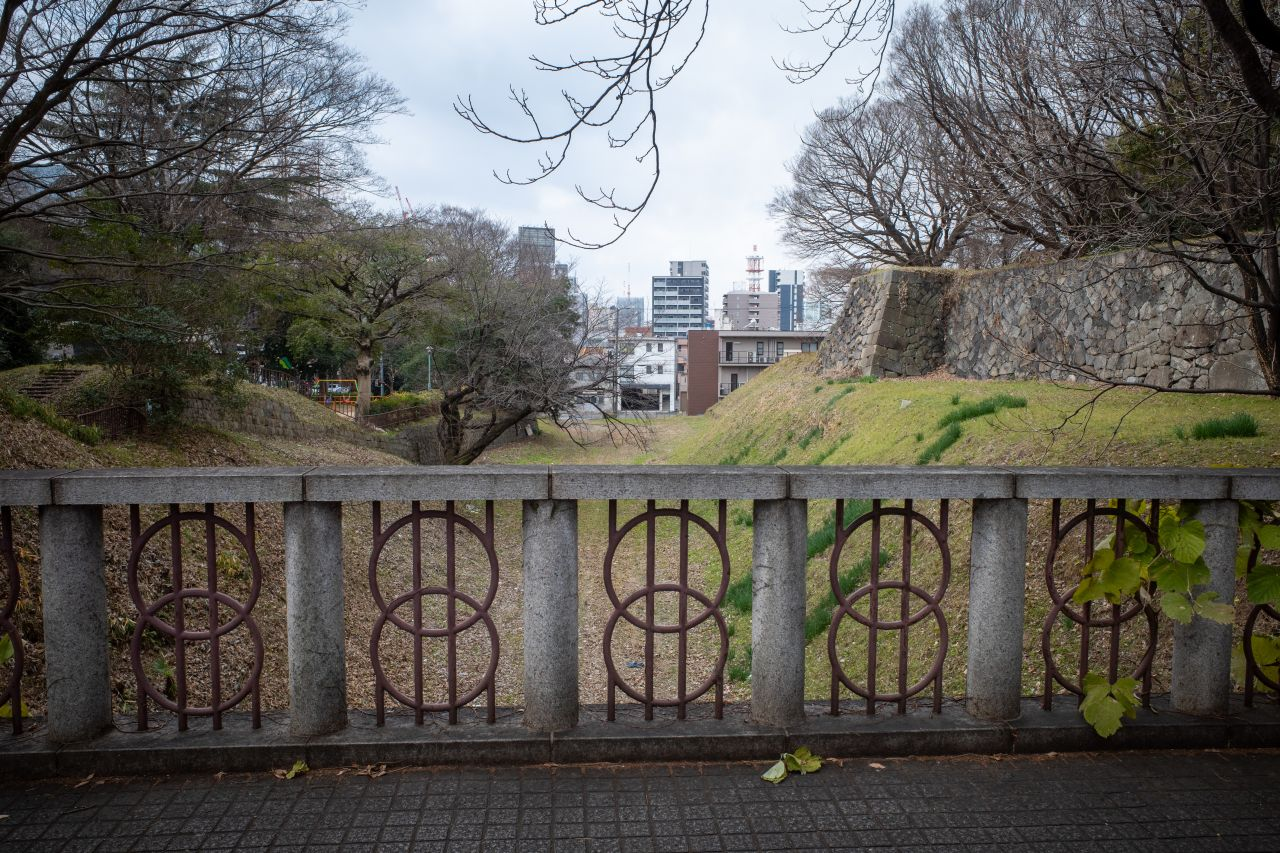
御薗橋から堀川駅跡を望む（2024年1月）

## 隣の駅
名古屋鉄道（名鉄）
瀬戸線
堀川駅 - 本町駅